# Yu (Zhangjiakou)
Yu (chinesisch 蔚县, Pinyin Yù Xiàn) ist ein Kreis der bezirksfreien Stadt Zhangjiakou in der chinesischen Provinz Hebei. Er hat eine Fläche von 3.183 km² und zählt 450.236 Einwohner (Stand: Zensus 2010). Sein Hauptort ist die Großgemeinde Yuzhou (蔚州镇).
Das Museum des Kreises Yu (Yu xian bowuguan 蔚县博物馆) befindet sich in Yuzhou  in der Straße Pailou xijie.

## Denkmäler der Volksrepublik China
Auf der Liste der Denkmäler der Volksrepublik China stehen der Yuhuang-Pavillon von Yuzhou (Yuzhou yuhuang ge 蔚州玉皇阁), die Daiwangcheng-Stätte (Daiwangcheng yizhi 代王城遗址) aus der Frühlings- und Herbstperiode bis Han-Zeit, die Pagode des Nan’an-Tempels (Nan’an si ta 南安寺塔), der Shijia-Tempel (Shijia si 释迦寺), die Xigu-Burg (Xigu bao 西古堡), der Huayan-Tempel von Nuanquan (Nuanquan Huayan si 暖泉华严寺), der Zhenwu-Tempel (Zhenwu miao 真武庙), der Preisregulierungsgetreidespeicher (Changpingcang 常平仓) und der Linyan-Tempel von Yuzhou (Yuzhou Lingyan si 蔚州灵岩寺).

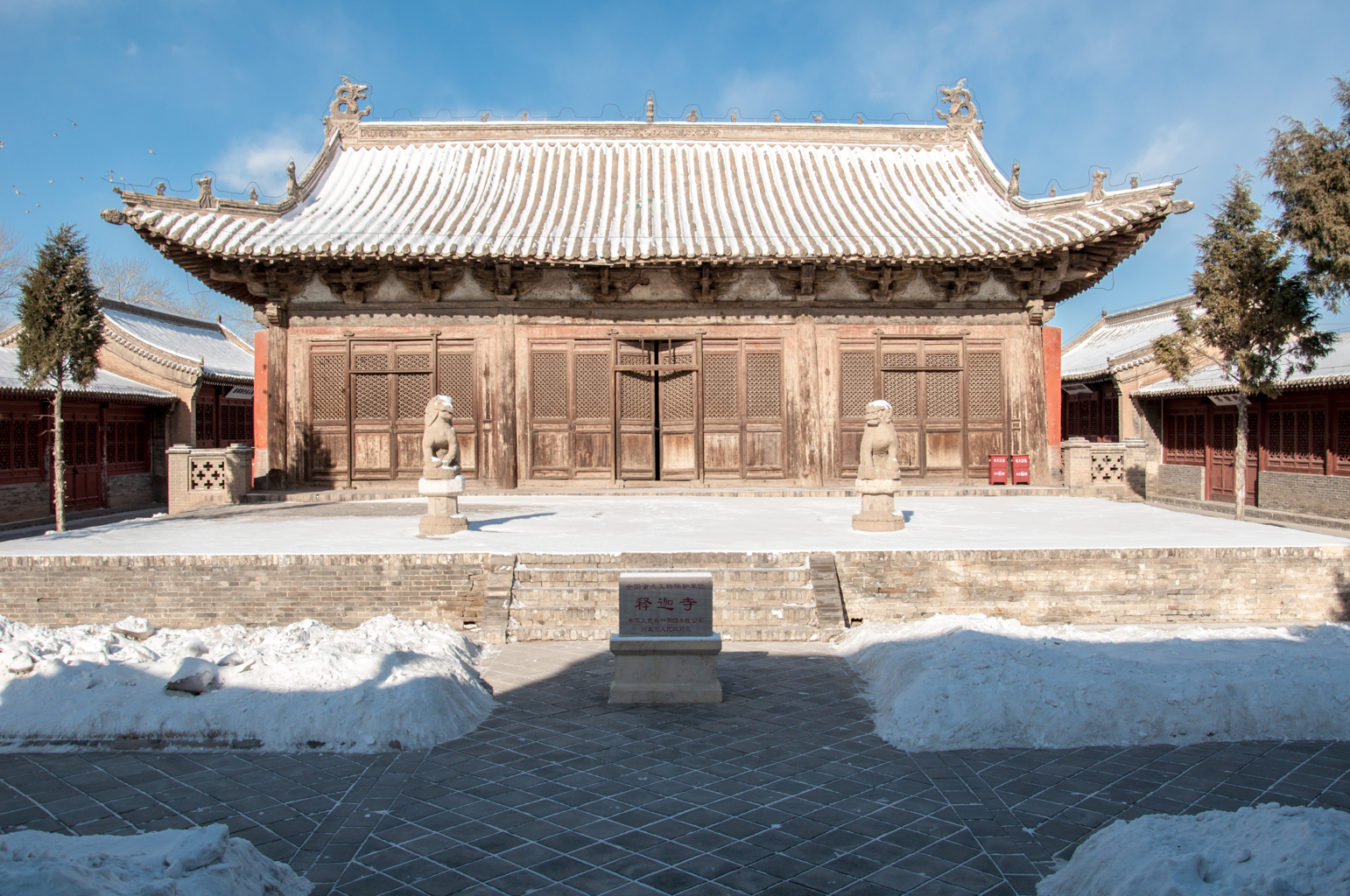
Shijia-Tempel
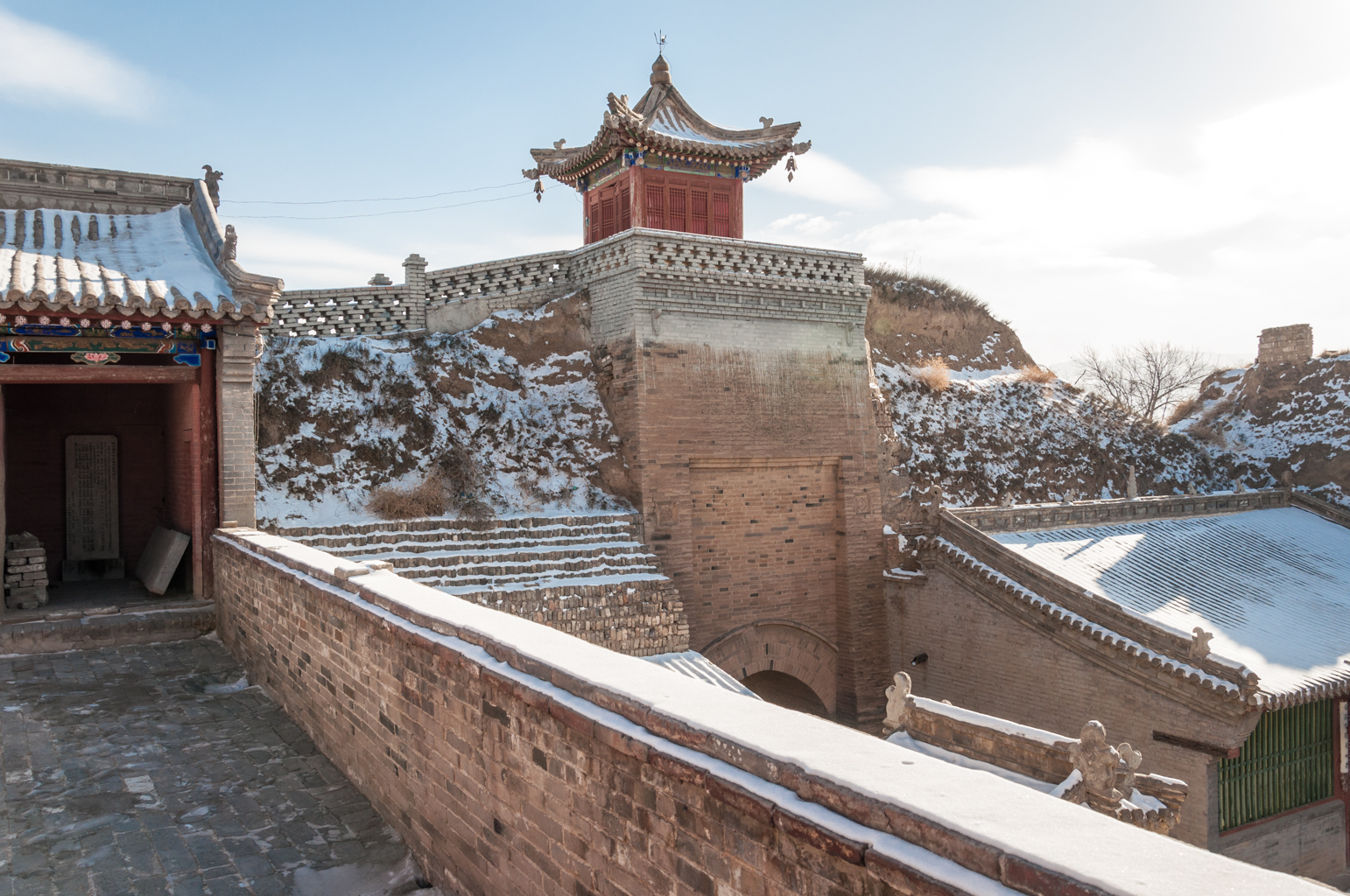
Xigu-Burg
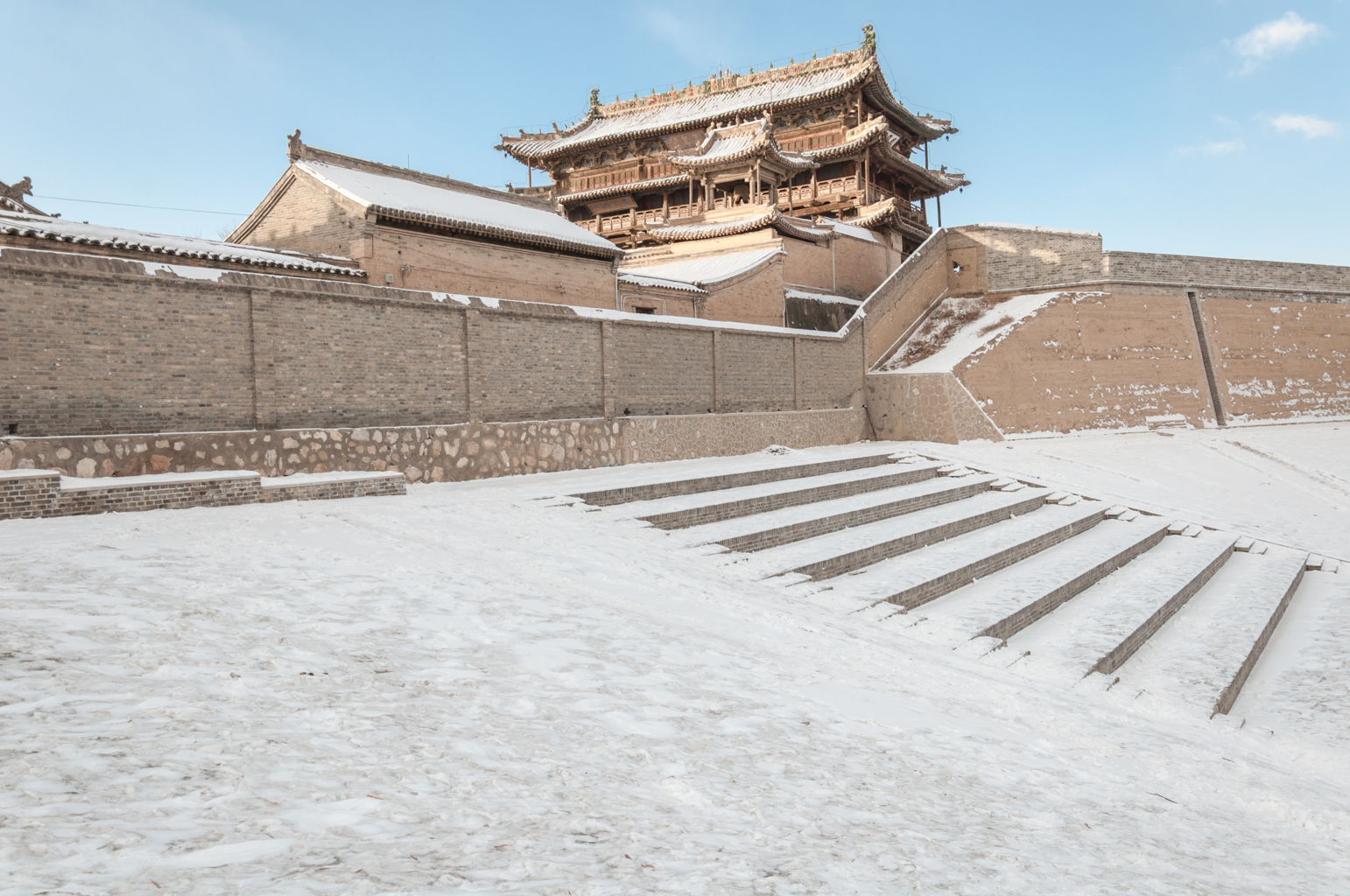
Yuhuang-Pavillon
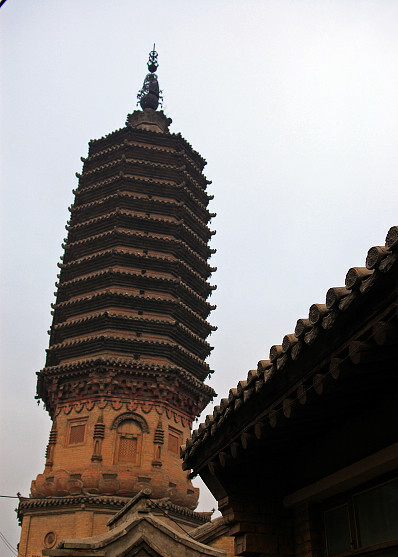
Pagode des Nan’an-Tempels
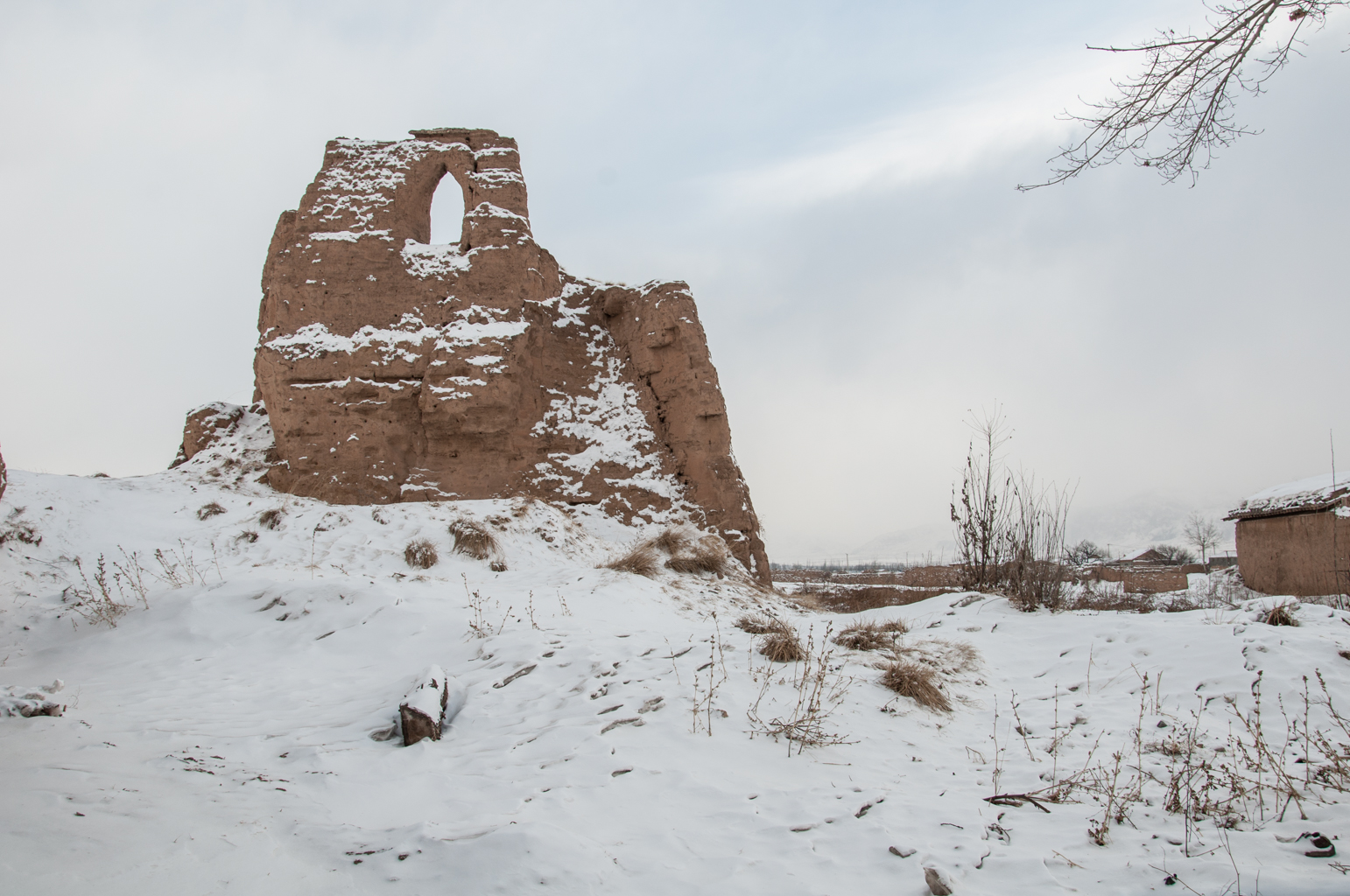
Daiwangcheng-Stätte